# Siobhán
Siobhán is een Iers-Gaelische meisjesnaam.
De naam wordt uitgesproken als sjuvÔn (IPA: [ˈsʲəˈvˠaːn]).
De naam is in Ierland geïntroduceerd door de Noormannen en heeft als rechtstreekse oorsprong het Franse Jeanne, de vrouwelijke vorm van Jean. Deze zijn weer afgeleid van het Latijnse Johanna en Johannes. De naam komt oorspronkelijk van het Hebreeuws Yehochanan en uit de Hebreeuwse woorden voor "God is grootmoedig".
Alternatieve spelling voor Siobhán zijn Siavon, Siobhan, Siobhain, Siobhann, Siobhon, Siovhan, Shivaune, Shivaun, Shavon, Sioban, Shivonne, Chevon en Shavone.
Voorbeelden van koosnaampjes voor meisjes die Siobhán heten zijn Sio, Shiv, Vaune, Vawny, Von, Bahan en Sibby.